# Hořice na Šumavě
Hořice na Šumavě (Duits: Höritz) is een Tsjechische vlek in de regio Zuid-Bohemen, en maakt deel uit van het district Český Krumlov. Hořice na Šumavě telt 899 inwoners (2023).
Hořice na Šumavě was tot 1945 een plaats met een overwegend Duitstalige bevolking. Na de Tweede Wereldoorlog werd de Duitstalige bevolking verdreven.

## Geschiedenis
- 1272 – De eerste schriftelijke vermelding van Hořice na Šumavě.
- 1938 – Op basis van het Verdrag van München annexeert Nazi-Duitsland Hořice na Šumavě en wordt onderdeel van de Reichsgau Oberdonau.
- begin mei 1945 – Hořice na Šumavě wordt bevrijd door het Amerikaanse leger.
- 2017 – De gemeente Hořice na Šumavě krijgt (opnieuw) de status vlek.[1]

Benešov nad Černou · Besednice · Bohdalovice · Brloh · Bujanov · Černá v Pošumaví · Český Krumlov · Dolní Dvořiště · Dolní Třebonín · Frymburk · Holubov · Horní Dvořiště · Horní Planá · Hořice na Šumavě · Chlumec · Chvalšiny · Kájov · Kaplice · Křemže · Lipno nad Vltavou · Loučovice · Malonty · Malšín · Mirkovice · Mojné · Netřebice · Nová Ves · Omlenice · Pohorská Ves · Polná na Šumavě · Přední Výtoň · Přídolí · Přísečná · Rožmberk nad Vltavou · Rožmitál na Šumavě · Soběnov · Srnín · Střítež · Světlík · Velešín · Větřní · Věžovatá Pláně · Vojenský újezd Boletice · Vyšší Brod · Zlatá Koruna · Zubčice · Zvíkov